# New Perspectives on Turkey
New Perspectives on Turkey (NPT) ist eine führende sozialwissenschaftliche Fachzeitschrift für Türkeistudien. NPT behandelt schwerpunktmäßig die Politik, Gesellschaft, Wirtschaft und Kultur der Türkei und des Osmanischen Reiches. Neben wissenschaftlichen Artikeln werden Buchrezensionen, Review-Artikel, Kommentare und Konferenzberichte abgedruckt. Sie erscheint seit 1987 zweijährlich beim Homer Academic Publishing House in Istanbul und unterliegt einem Peer-Review.
Editors sind der Politikwissenschaftler Cengiz Kırlı und der Soziologe Zafer Yenal von der Boğaziçi Üniversitesi. Dem derzeitigen Editorial Board gehören mehrere türkische Wissenschaftler mit Lehrverpflichtungen in den USA, dem Vereinigten Königreich und der Türkei an: Ayfer Bartu Candan, Ümit Cizre, Selim Deringil, Reşat Kasaba, Çağlar Keyder, Erol Köroğlu, Biray Kolluoğlu, Yael Navaro-Yashin, Ayşe Öncü, Şevket Pamuk, Asuman Suner, Fikret Şenses und Cihan Z. Tuğal. Book Review Editor ist Deniz Yükseker. Seit 2010 existiert eine enge Zusammenarbeit mit dem Chair in Contemporary Turkish Studies der London School of Economics and Political Science. Finanziell wird die Kooperation von der Turkish Economy Bank (TEB) unterstützt.
Gemäß dem Social Science Citation Index (SSCI) hatte die Zeitschrift 2018 einen Impact Factor von 1.053 und lag damit auf dem 65. Platz der wichtigsten Journals in der Kategorie „Social Sciences, Interdisciplinary“.